# Още знам какво направи миналото лято
„Още знам какво направи миналото лято“ (на английски: I Still Know What You Did Last Summer) е американски-мексикански слашър трилър от 1998 г.

## Сюжет
Внимание:  Текстът по-долу разкрива сюжета на произведението (или части от него)!
Година след събитията от първия филм, Джули е в колеж и с гаджето и Рей се готви за ваканция на Бахамите. Ваканцията е спечелена от съквартирантката на Джули - Карла. Те заминават, но не знаят, че това ще се превърне в ад.

## Актьорски състав
- Дженифър Лав Хюит – Джули Джеймс
- Фреди Принз Джуниър – Рей Бронсън
- Бренди Норууд – Карла Уилсън
- Мекай Файфър – Тайлър Мартин
- Матю Сетъл – Уил Бенсън
- Дженифър Еспозито – Нанси
- Мюс Уотсон – Бен Уилис

## „Още знам какво направи миналото лято“ В България
В България филмът е излъчен по FOX на 29 юли 2020 г. с български дублаж, записан от Андарта Студио. Екипът се състои от:
| Преводач            | Любина Ковачева                                                          |
| Редактор            | Милена Павлова                                                           |
| Тонрежисьор         | Галина Наумова                                                           |
| Режисьор на дублажа | Чавдар Монов                                                             |
| Озвучаващи артисти  | Здрава Каменова Ивет Лазарова Димитър Ангелов Борис Кашев Владимир Колев |

## Филми от поредицата за „Знам какво направи миналото лято“
Поредицата „Знам какво направи миналото лято“ включва 4 филма:
- „Знам какво направи миналото лято“ (1997)
- „Още знам какво направи миналото лято“ (1998)
- „Винаги ще знам какво направи миналото лято“ (2006)
- „Знам какво направи миналото лято“ (2025)